# Juval Steinitz
Dr. Juval Steinitz (hebrejsky יובל שטייניץ‎; * 10. dubna 1958 Izrael) je izraelský filosof, akademik a politik, který je od roku 1999 poslancem Knesetu za stranu Likud. Od května 2015 zastává post ministra energetiky a vodních zdrojů v izraelské vládě. V předchozích vládách zastával post ministra financí, ministra pro strategické záležitosti, ministra zpravodajských služeb a ministra mezinárodních vztahů. Je znám svými odbornými a nekompromisními názory na bezpečnostní otázky.

## Biografie
Steinitz vyrostl ve vesnici Ramot ha-Šavim a povinnou vojenskou službu odsloužil u brigády Golani a později jako rezervista u brigády Alexandroni. Na Hebrejské univerzitě v Jeruzalémě získal bakalářský titul z filosofie a následně i magisterský titul ve stejném oboru.

### Akademická kariéra
Svoji doktorandskou práci s názvem Z racionálního úhlu pohledu (v originále: From A Rational Point of View) napsal během působení na Cohen Institute for the Philosophy of Science and Ideas na Telavivské univerzitě. Steinitz získal stipendium, které jej zavedlo na Haifskou univerzitu, kde pokračoval ve svém výzkumu a brzy se stal starším lektorem. Tuto pozici opustil až po svém zvolení do Knesetu.
V době, kdy přednášel na Haifské univerzitě, se Steinitz začal zajímat o vojenskou strategii a taktiku. Začal publikovat řadu článků na toto téma v prestižních periodikách, mezi které například patřil i časopis Izraelských obranných sil (IOS), Marachot. Ve světle mírových jednání mezi Izraelci a palestinskými Araby začal pochybovat o svém politickém přesvědčení.

### Politická kariéra
Steinitzova politická kariéra začala v 80. letech, kdy se připojil k hnutí Mír nyní. Během jedné z mírových demonstrací byl zraněn, když pravicový extremista vhodil do davu ruční granát, který zabil mírového aktivistu Emila Grunzweiga.
Jeho námitky proti mírové dohodě z Osla ho dovedly až do strany Likud. Pro volby do Knesetu v roce 1999 byl zařazen na dvacáté místo na kandidátce strany. Likud ovšem získal jen 19 křesel. Nicméně poté, co se Benjamin Netanjahu rozhodl převzít odpovědnost za chabé výsledky své strany a rezignoval, tak jej nahradil právě Steinitz. Během svého prvního období v Knesetu, byl zvolen předsedou Podvýboru pro obranu, plánování a politiku. Byl rovněž členem Výboru pro zahraniční věci a obranu a také Výboru pro ústavní právo a soudy.
Potom, co byl znovu zvolen ve volbách do Knesetu v roce 2003, se stal předsedou Výboru pro zahraniční věci a obranu. Z tohoto výboru se pak stalo jedno z nejmocnějších těles celého Knesetu. Během svého druhého období také předsedal Podvýboru pro zpravodajskou činnost a tajné služby, Výboru pro vyšetření zpravodajských služeb následujících válku v Iráku. Rovněž spolupředsedal společnému bezpečnostnímu výboru mezi Knesetem a americkým Kongresem.
Steinitz byl silně proti Izraelskému plánu jednostranného stažení v roce 2005. Byl zejména znepokojený tím, že armáda chtěla opustit nárazníkovou zónu mezi Egyptem a Pásmem Gazy a přenechat jí právě Egyptu. Tvrdil, že by Egypt jen přihlížel dodávkám zbraní a munice do Pásma Gazy. Po implementaci plánu Steinitz tvrdil, že jeho výroky zabránily Egyptu, aby získal větší moc v regionu.
Steinitz dlouhodobě obhajuje reformu vojenské strategie a obranné doktríny Izraele. V lednu 2007 prohlásil: „Je nezbytné adoptovat novou izraelskou obrannou doktrínu, která bude založena na větším použití námořní síly a mocné pozemní raketové síly.“ Ve stejném rozhovoru rovněž zazněla kritika armády. Steinitz kritizoval jak vyhodnocování hrozby ze strany Hizballáhu, tak vedení druhé libanonské války.
Nedávno agitoval pro větší obezřetnost před íránským jaderným programem. Lobboval doma i v zahraničí, aby se Írán nestal jadernou mocností.
V roce 2008 zamítl Izrael žádost palestinských studentů opustit Gazu a odjet studovat na stipendium do USA. Steinitz velice silně obhajoval toto stanovisko a řekl deníku The New York Times: „Bojujeme s režimem v Gaze, který zabijí naše občany a ničí naše školy a koleje. Takže si nemyslím, že bychom měli dovolit studentům z Gazy, aby někam jeli. Gaza je v obležení, a správně, a je to na jejích obyvatelích, aby změnili režim nebo jeho chování.“
Poslanecký mandát obhájil ve volbách v roce 2009, po nichž se stal ministrem financí ve druhé Netanjahuově vládě. Po úspěšných volbách v roce 2013 získal tři portfolia, a to strategické záležitosti, zpravodajské služby a mezinárodní vztahy ve třetí Netanjahuově vládě.
Mandát obhájil rovněž ve volbách v roce 2015. Od května 2015 zastává ve čtvrté Netanjahuově vládě post ministra energetiky a vodních zdrojů.